# Ferdynand Wirtemberski-Neuenstadt
Ferdynand Wilhelm Wirtemberski (ur. 12 września 1659 Neuenstadt, zm. 7 czerwca 1701 Sluis) – książę wirtemberski.
Syn księcia Fryderyka II i Klary Augusty von Braunschweig.
Tak jak brat Fryderyk August Wirtemberski-Neuenstadt, brał udział w wojnie holenderskiej jako rotmistrz w regimencie książąt Braunschweig-Lüneburg. Następnie brał udział w wojnie szwedzko-duńskiej po stronie Danii.
W trakcie bitwy pod Wiedniem służył pod dowództwem Karola V.
W 1688 roku ponownie wstąpił do wojska duńskiego i wraz z 7000 żołnierzami wyruszył do Wielkiej Brytanii gdzie walczył po stronie Wilhelma III przeciwko Jakubowi II. Brał udział w bitwie nad Boyne, gdzie walczył również jego brat Karol.
Ferdynand wrócił na kontynent i ponownie służył w wojsku duńskim, tym razem w czasie wojny dziewięcioletniej walczył w bitwie pod Neerwinden. Po zakończeniu w 1697 roku wojny, Ferdynd służy w wojsku króla Augusta II.
W 1701 roku zakończył swoją karierę wojskową udał się do Sluis, gdzie był gubernatorem, tam również zmarł nie pozostawiając po sobie żadnego następcy.